# Луис «Пирата» Фуэнте (стадион)
Эстадио Луис «Пирата» Фуэнте (исп. Estadio Luis "Pirata" Fuente) — стадион, находящийся в городе Веракрус (Мексика). Своё название стадион носит в честь местного воспитанника, футболиста Луиса де ла Фуэнте, считающегося одним из лучших мексиканских футболистов за всю историю.
Стадион служил домашней ареной для футбольного клуба «Веракрус» с 1967 года по 2019 год, «Атлетико Веракрус» в 2020 году. На октябрь 2014 года вместимость арены составляет около 30 000 зрителей. Здесь проходили Центральноамериканские и Карибские игры 2014, церемония открытия Национальной олимпиады.
Стадион был открыт 17 марта 1967 года под названием Эстадио Веракрус (исп. Estadio Veracruz). Впоследствии он был переименован в честь самого известного местного воспитанника Луиса де ла Фуэнте, носившего прозвище «пират» и умершего в 1972 году.
В 2003—2004 годах была произведена реконструкция стадиона. Он был полностью оборудован креслами, а также оснащён большим экраном.

## Концерты на стадионе
- Луис Мигель — 12 марта 2006
- Шакира — 18 мая 2007
- Maná — 1 марта 2008
- Элтон Джон — 8 мая 2010